# Sant Jordi (Baix Maestrat)
Sant Jordi (en castellà i cooficialment, San Jorge) és una vila i municipi del País Valencià situat a la comarca del Baix Maestrat. El seu nom històric, malgrat no ser l'oficial, és Sant Jordi del Maestrat.
Limita amb Vinaròs, Càlig, Cervera del Maestrat i Traiguera a la comarca del Baix Maestrat i amb Ulldecona a la comarca del Montsià.

## Geografia
Situat en el sector central de la comarca en un pla ondat i envoltat d'un paisatge de cultius de secà típicament mediterranis com oliveres, garroferes, ametllers, en el qual cada dia guanya més terreny les plantacions de cítrics.

## Història
Les úniques restes prehistòriques que s'hi han trobat són una destral de pedra i uns enterraments destruïts; la toponímia local indica la fundació per part dels àrabs; el 2 d'agost de 1261 els germans Esteban i Bononate Steller juntament amb Doménec de Monte Real compren una alqueria de Traiguera que passa a denominar-se Mas dels Astellers o d'Estellers i li donen carta de població; en 1281 obté parròquia pròpia; des de 1319 l'orde de l'Hospital, i posteriorment la de Montesa hi exerciren el senyoriu; el creixement de la masia feu que en les Corts de Monsó de 1626 demana's la segregació de Traiguera, la qual cosa li fou denegada però els santjordiers ja no pararen fi ns assolir-la mitjançant Reial Privilegi de Felip IV (1683-1746) de 1647, que es consolidaria en 1649 amb del nomenament de Vila del Maestrat a la masia, que a partir d'aleshores passà a denominar-se Sant Jordi; les guerres d'Independència, carlistes i la de 1936-1939 (Guerra Civil espanyola) hi tingueren força incidència; la segona meitat del segle xx fou de forta davallada demogràfica per l'emigració cap a les ciutats industrials (Madrid i Barcelona) i a les turístiques costaneres.

## Demografia
| Evolució demogràfica (des de 1877) Censos de població | Evolució demogràfica (des de 1877) Censos de població | Evolució demogràfica (des de 1877) Censos de població |
| ----------------------------------------------------- | ----------------------------------------------------- | ----------------------------------------------------- |
|                                                       |                                                       |                                                       |
|                                                       |                                                       |                                                       |
|                                                       | Font: Institut Nacional d'Estadística                 |                                                       |

| Població | 581 | 605 | 637 | 648 | 637 | 744 | 782 | 935 | 982 | 1.042 | 1.078 | 1.111 | 1.126 | 1.127 |

## Alcaldia
Des de 2015 l'alcalde de Sant Jordi és Iván Sánchez Cifre del Partit Popular (PP).
| Període                       | Alcalde o alcaldessa | Partit polític | Data de possessió | Observacions |
| ----------------------------- | -------------------- | -------------- | ----------------- | ------------ |
| 1979–1983                     | Luis Tena Ronchera   | UCD            | 19/04/1979        | --           |
| 1983–1987                     | Luis Tena Ronchera   | AP-PDP-UL-UV   | 28/05/1983        | --           |
| 1987–1991                     | Luis Tena Ronchera   | AP             | 30/06/1987        | --           |
| 1991–1995                     | Luis Tena Ronchera   | PP             | 15/06/1991        | --           |
| 1995–1999                     | Luis Tena Ronchera   | PP             | 17/06/1995        | --           |
| 1999–2003                     | Luis Tena Ronchera   | PP             | 03/07/1999        | --           |
| 2003–2007                     | Luis Tena Ronchera   | PP             | 14/06/2003        | --           |
| 2007–2011                     | Luis Tena Ronchera   | PP             | 06/07/2007        | --           |
| 2011–2015                     | Luis Tena Ronchera   | PP             | 11/06/2011        | --           |
| 2015–2019                     | Iván Sánchez Cifre   | PP             | 13/06/2015        | --           |
| 2019-2023                     | Iván Sánchez Cifre   | PP             | 15/06/2019        | --           |
| Des de 2023                   | n/d                  | n/d            | 17/06/2023        | --           |
| Fonts: Generalitat Valenciana |                      |                |                   |              |

## Economia
Una economia basada en l'agricultura principalment, es veu reforçada amb el turisme que acudeix a Sant Jordi atret pel seu camp de golf.
Encara es conserva en aquesta població el tradicional treball de forja de ferro.

## Monuments
- Església de Sant Jaume, del segle xviii.

Es va iniciar en 1736 sota la direcció de Joan Barceló. Les obres, inclòs el campanar, van concloure en 1759, com consta en una làpida de la façana. És de tres naus, amb creuer i cúpula inscrita en un rectangle i amb poderosos estreps projectats a l'exterior. En el sector del creuer, al costat de l'evangeli, duu capella de Comunió a planta de creu grega i amb cúpula. Al mateix costat, als peus, el campanar, de bona traça i de carreus, amb balustre sobre el cos de campanes i rematada de templet octogonal. En 1790 es va decorar i va daurar el temple que conserva elements interessants d'aquesta decoració, així com bones escultures dels Evangelistes en les petxines. En 1784 es va instal·lar l'orgue adquirit a València i que encara que molt danyat, existeix encara, sent de notable interès el moble amb les seves formes arquitectòniques i decoració. En l'actualitat –2023– encara s'està restaurant per recuperar-lo.
- L'Hostal.

Restes de l'edifici de l'antiga església amb arcs lleugerament apuntats. Només es visita el pati interior per a l'exposició d'oficis tradicionals.

## Llocs d'interés
- El Bobalar. Denominat "Bovalar de Sant Jordi", es troba a menys d'1 km del nucli urbà i té una superfície de 27,38 hectàrees. Quant a la vegetació predomina el pi carrasquer i el matoll mediterrani. En l'entrada de la pineda, ens trobem amb unes casetes (zona d'esbarjo) que té com finalitat l'esplai de la població, per a passejar, descansar o contemplar el paisatge. Actualment existeix un projecte denominat Parc Escultòric, on es van a instal·lar diverses escultures en els itineraris del paratge. Ha estat declarat Paratge Natural Municipal.

## Festes i celebracions
- Sant Antoni. Es desenvolupen diversos actes com representacions teatrals, exhibició d'animals, la tradicional "graellada" de carn i revetlla. El 17 de gener.
- Festes majors. Celebrades al juliol, destaquen tant els actes culturals i esportius, com les carrosses, les revetlles, les festa taurines, les exposicions fotogràfiques, la festivitat dels dies dedicats als nens i als majors, el ball folklòric local, els concerts de la Banda de Música, els tradicionals sopars de germanor,... Estan dedicades a Sant Jaume.
- Festes patronals. El 23 d'abril en honor de Sant Jordi.
- Romiatge a la Font de la Salut. Se celebra l'1 de maig on els veïns passen un dia al Santuari de la Mare de Déu de la Font de la Salut a Traiguera.

## Galeria d'imatges

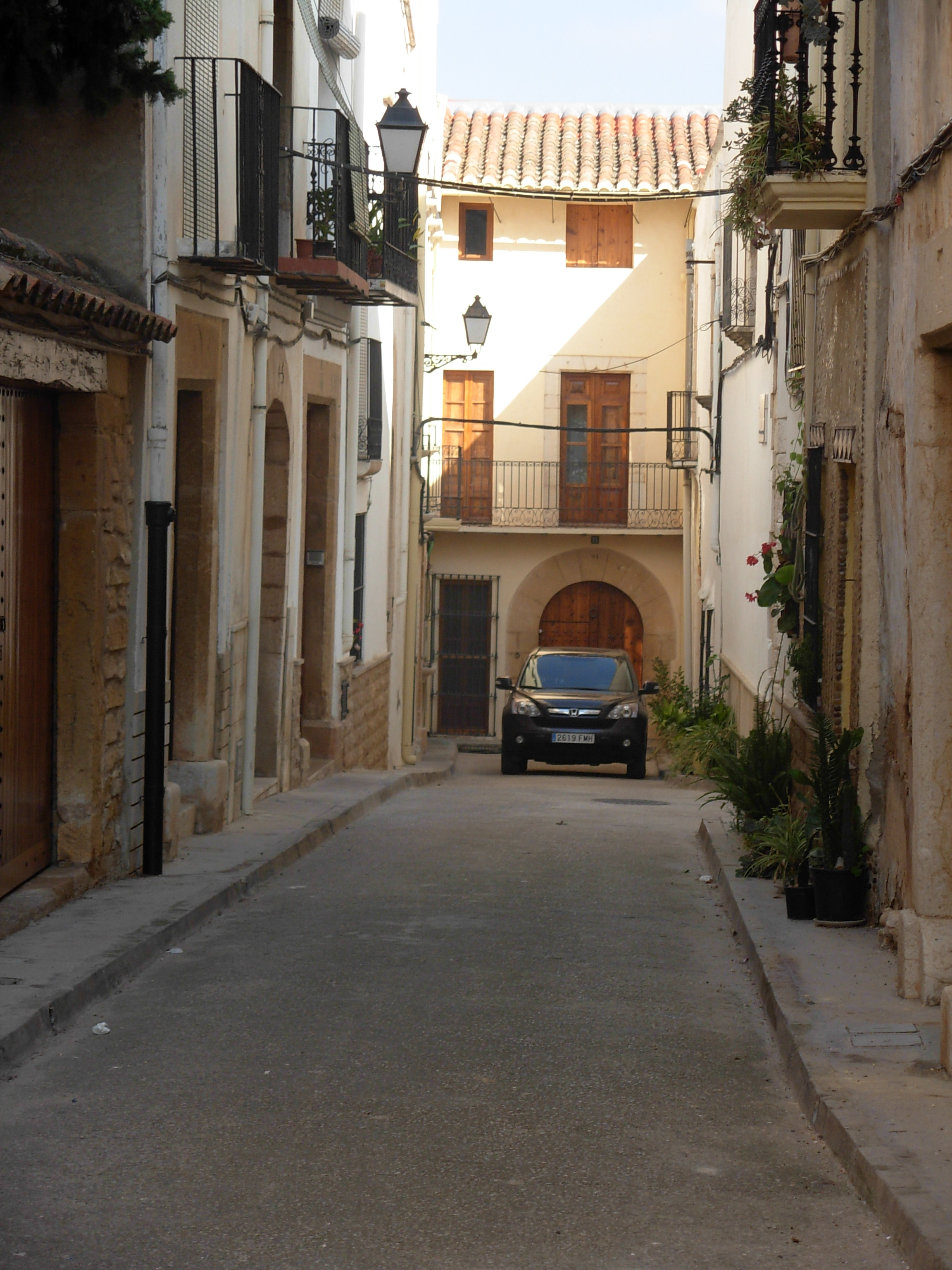
Carrer del Forn Vell
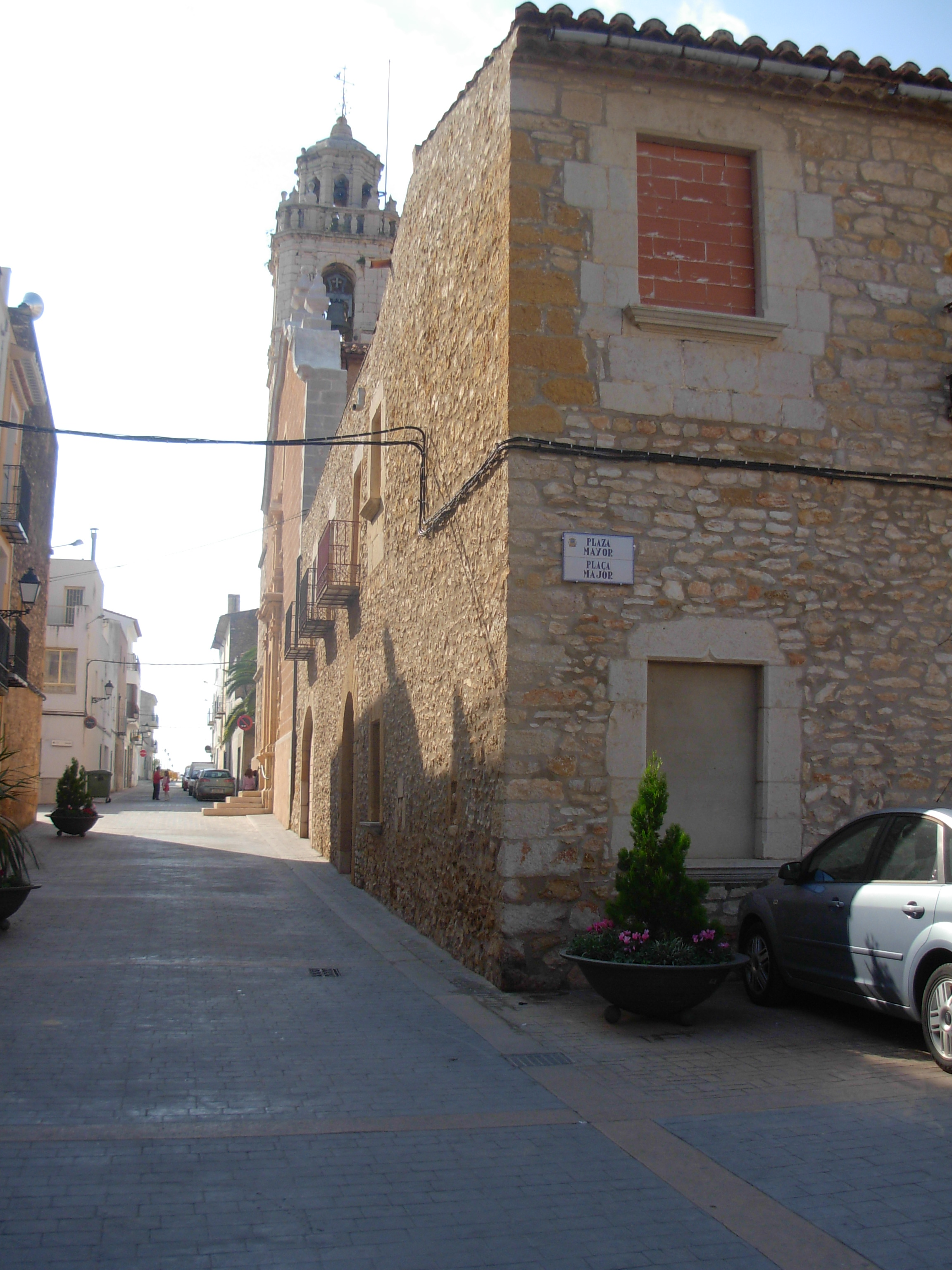
Vista parcial de la Plaça Major
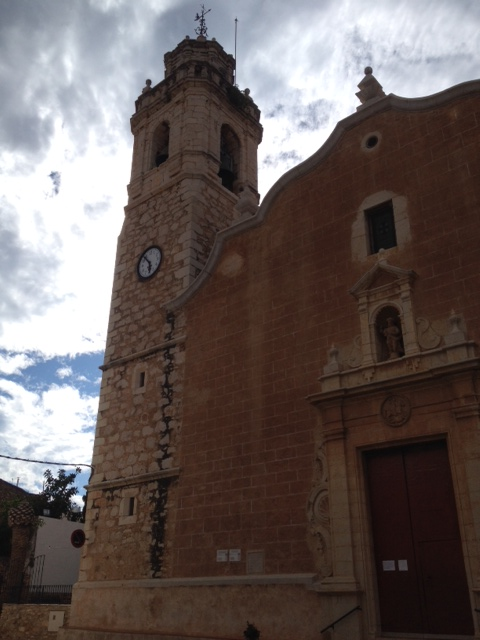
L'església de Sant Jaume
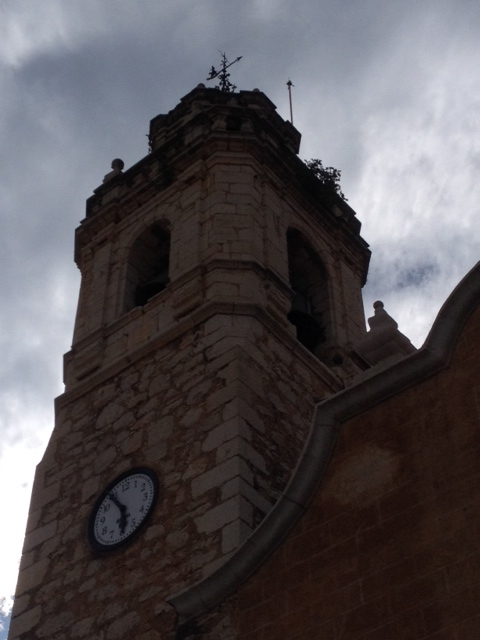
Vista del campanar de l'església de Sant Jaume
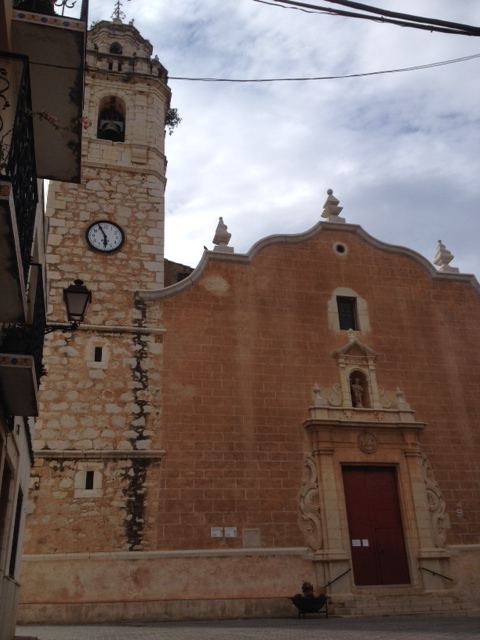
Vista de l'església de Sant Jaume, a Sant Jordi
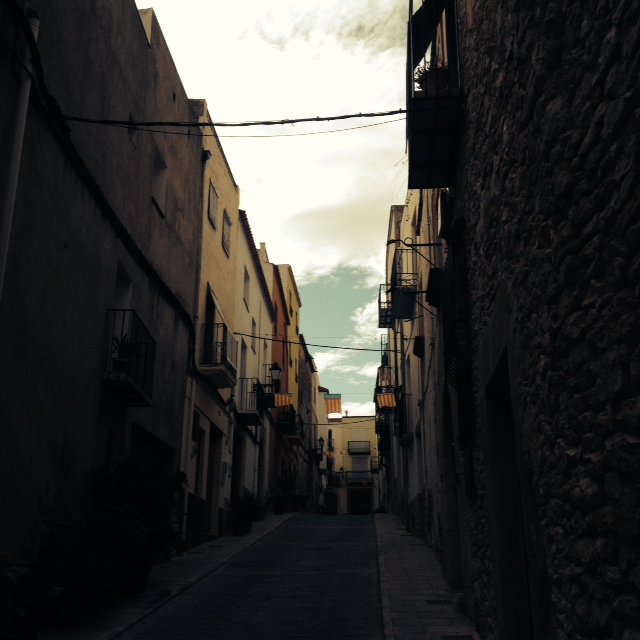
Vista d'un dels carrers de Sant Jordi
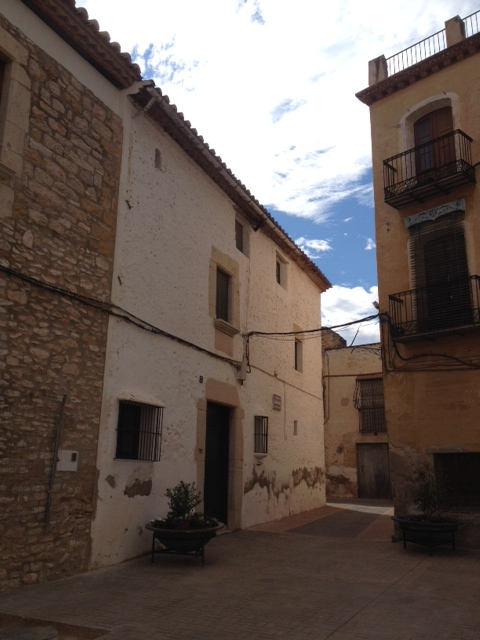
Sant Jordi. Mostra d'arquitectura popular de la vila
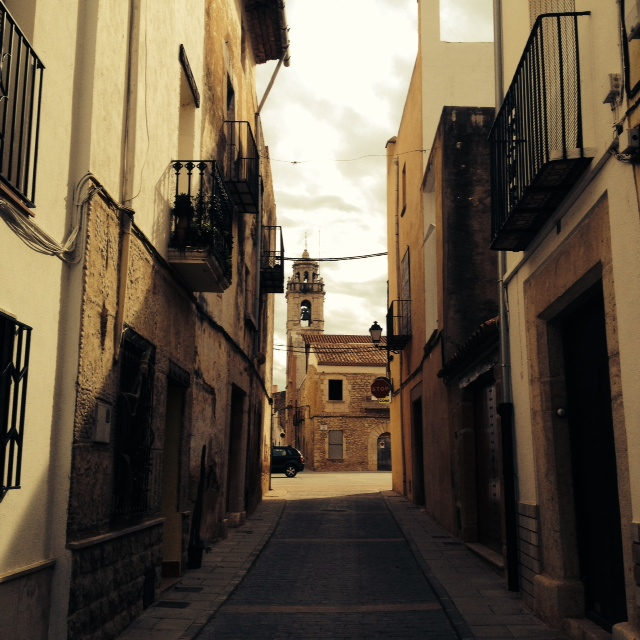
Nucli històric de Sant Jordi
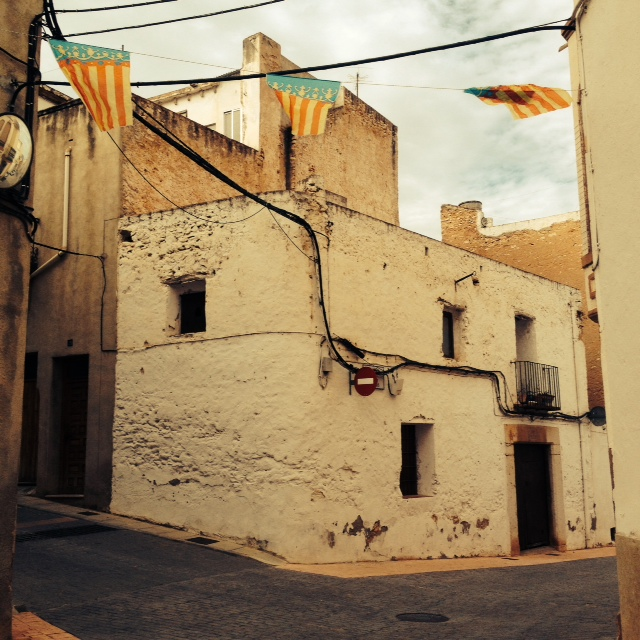
Sant Jordi. Mostra d'arquitectura popular de la vila